# Macayo y Naranjo 3ra. Sección
Macayo y Naranjo 3ra. Sección är en ort i Mexiko.   Den ligger i kommunen Huimanguillo och delstaten Tabasco, i den sydöstra delen av landet, 600 km öster om huvudstaden Mexico City. Macayo y Naranjo 3ra. Sección ligger 36 meter över havet och antalet invånare är 243.
Terrängen runt Macayo y Naranjo 3ra. Sección är mycket platt. Runt Macayo y Naranjo 3ra. Sección är det ganska tätbefolkat, med 70 invånare per kvadratkilometer. Närmaste större samhälle är Cárdenas, 16,5 km norr om Macayo y Naranjo 3ra. Sección. Omgivningarna runt Macayo y Naranjo 3ra. Sección är en mosaik av jordbruksmark och naturlig växtlighet.